# Ґрете та Йорґен Інґманн
Ґрете Інґманн та Йорґен Інґманн — данські співаки й музиканти. Перемогли в Dansk Melodi Grand Prix в 1963, і представляли Данію на Пісенному конкурсі Євробачення 1963 з піснею «Dansevise» («Танцювальна пісня»), музика написана Отто Франкером. З цією піснею вони перемогли на конкурсі.
Йорґен Інґманн народився 26 квітня 1925 року у Копенгагені, Данія. Ґрете Клемменсен народилася 1938 року в Данії. Вони познайомилися в 1955, одружилися в 1956 і розвелися у 1975 році. Ґрете Інґманн померла від раку 18 серпня 1990 року у Данії і Йорґен Інґманн помер 21 березня 2015 року в Данії.